# Blue Banisters
Blue Banisters (englisch für „Blaue Geländer“) ist das achte Studioalbum der US-amerikanischen Popsängerin Lana Del Rey.

## Entstehung und Artwork
Entstehung
Mit Ausnahme eines Liedes wurden alle Titel von Lana Del Rey selbst, gemeinsam mit wechselnden Koautoren, geschrieben. Die meisten Lieder schrieb sie gemeinsam mit dem US-amerikanischen Musiker Drew Erickson, der an fünf Titeln mitschrieb und erstmals mit Del Rey arbeitete. Drei Lieder schrieb sie jeweils mit Zachary Dawes und Barrie-James O’Neill. Der US-amerikanische Musiker Dawes schrieb und produzierte mit California bereits einen Titel für Norman Fucking Rockwell! aus dem Jahr 2019. O’Neill, ein schottischer Singer-Songwriter, ist der Ex-Freund von Del Rey, mit dem sie schon die Singleauskopplung Brooklyn Baby aus Ultraviolence im Jahr 2014 schrieb. Ebenfalls zum ersten Mal schrieb Del Rey Lieder mit dem US-amerikanischen Produzenten Gabe Simon, mit dem zwei Titel entstanden. Darüber hinaus waren zehn weitere Autoren als Schreiber für je einen Titel beteiligt, darunter Del Reys Schwester Caroline „Chuck“ Grant und ihr Vater Robert Grant Jr. sowie namhafte Autoren wie Miles Kane und Rick Nowels. Auch der italienische Komponist Ennio Morricone stellt eine Autorenbeteiligung, wobei es sich hierbei um die Verwendung einer Coverversion handelt und keine Neukomposition. Während Del Rey erstmals mit Kane zusammenarbeitete beziehungsweise einen offiziellen Titel publizierte, arbeitet sie mit Nowels regelmäßig seit ihrem zweiten Studioalbum Born to Die im Jahr 2012 zusammen.
Mit Ausnahme der Coverversion zeichnete Del Rey auch für die Produktion aller Titel zuständig. Erickson war an allen Titeln, die er schrieb, auch als Produzent tätig, womit er auch als Produzent an fünf Titeln mitwirkte. Des Weiteren wirken Dawes (4 Titel), O’Neill (3 Titel) und Gabe Simon (2 Titel) an mehreren Produktionen mit. Die Produzenten Mike Dean, Loren Humphrey, Nowels und Dean Reid stellen je eine Produktionsbeteiligung. Humphrey produzierte mit California bereits einen Titel für Norman Fucking Rockwell!. Mit Reid arbeitet Del Rey seit Lust for Life regelmäßig zusammen. Mit Dean und Simon arbeitete Del Reys erstmals zusammen.
Das Mastering erfolgte wie schon bei Honeymoon und Lust for Life durch Gateway Mastering in Portland (Maine), unter der Leitung von Adam Ayan. Harris (6 Titel) und Reid (8 Titel) waren ebenfalls für Teile der Abmischung zuständig, genauso wie Del Rey (4 Titel), Erickson (5 Titel) und O’Neill (4 Titel). Ein großer Teil der Tontechnik erfolgte unter der Leitung von Michael Harris (7 Titel) und Dean Reid (9 Titel), zusammen mit ihren Assistenten Ben Fletcher und Jon Sher. Die restliche Studioarbeit erfolgte größtenteils in wechselnder Besetzung.
Artwork
Auf dem Frontcover des Albums sind – neben Künstlernamen und Albumtitel – Del Rey und ihre deutschen Schäferhunde Mex und Tex zu sehen. Del Rey trägt ein gelbes Puffärmel-Kleid und sitzt barfüßig vor einem Holzgeländer, auf dem Boden einer Veranda, links und rechts von ihr liegen ihre Hunde. Del Rey präsentierte das Cover erstmals am 3. Juli 2021 auf ihrem Instagram- und Twitter-Profil. Ursprünglich präsentierte Del Rey ein anderes Cover am 28. April 2021, welches sie selbst mittels der Software PicsArt erstellte. Ihre Fans zeigten sich entrüstet und starteten eine Petition, um Del Rey für die Software zu sperren und eine bessere Qualität ihrer Coverbilder herbeizuführen. Sie verwendete das ursprüngliche Cover später für die Singleauskopplung Blue Banisters. Neben dem regulären Frontcover existieren diverse Alternativen, die auf verschiedenen Versionen oder Spezialausgaben zu finden sind. Im Inneren der CD befindet sich ein 16-seitiges Begleitheft mit Bildern, Liedtexten, den Mitwirkenden und Musiknoten. Alle Fotoaufnahmen stammen von Neil Krug, der schon seit Ultraviolence regelmäßig mit Del Rey arbeitet.

## Veröffentlichung und Promotion
Die Erstveröffentlichung von Blue Banisters erfolgte als CD am 15. Oktober 2021. Es handelt sich hierbei um eine exklusive Veröffentlichung des Einzelhändlers Sunrise Records and Entertainment in Kanada und den Vereinigten Staaten. Die reguläre Veröffentlichung folgte eine Woche später am 22. Oktober 2021. Das Album erschien als CD, Download, MC, Streaming und Vinylplatte. Die Veröffentlichung erfolgte unter den Musiklabels Interscope Records und Polydor, der Vertrieb durch Universal Music Publishing. Die Lieder wurden, mit einer Ausnahme, von Sony/ATV Music Publishing verlegt. Drei Lieder wurden in Kooperation mit BMG Rights Management verlegt, jeweils zwei in Zusammenarbeit mit Concord Music Publishing, Gabe Simon Music Publishing und These Are Songs of Pulse. Darüber hinaus sind fünf weitere Verlage an der Publikation beteiligt gewesen, darunter EMI Music Publishing. Um das Album zu bewerben erfolgte unter anderem ein Liveauftritt mit Arcadia in der Late Show with Stephen Colbert am 22. Oktober 2021.
Einen Tag nach der Veröffentlichung des letzten Albums Chemtrails over the Country Club, am 20. März 2021, kündigte Del Rey ein neues Album mit dem Titel Rock Candy Sweet für den 1. Juni 2021 an. Am 28. April 2021 gab sie über ihre sozialen Netzwerke bekannt, dass das Album am 4. Juli 2021 erscheinen solle und den Titel Blue Banisters tragen solle. Am geplanten Erscheinungsdatum informierte Del Rey darüber, dass sich die Veröffentlichung des Albums auf unbestimmte Zeit verschieben werde. Nachdem es erstmal wieder still um Del Rey wurde, verkündete sie am 8. September 2021, dass das Album am 22. Oktober 2021 erscheinen werde und es ab sofort vorbestellbar sei.

## Inhalt
Alle Liedtexte des Albums sind in englischer Sprache verfasst und stammen mit einer Ausnahme von Del Rey selbst. Del Rey war auch als Komponistin an allen von ihr getexteten Titel beteiligt, hierbei bekam sich von verschiedenen Koautoren Unterstützung. Musikalisch bewegen sich die Lieder überwiegend in den Bereichen des Countrys, Folk, der Pop- und Rockmusik. Stilistisch greift das Album die Genres Alternative Rock sowie Independent auf. Thematisch befassen sich die Lieder, wie bei den Vorgängern, um die „amerikanische Grundnostalgie“ und Heimat sowie um „Daddy-Issues“, Liebe, schwierige „Mutter-Tochter-Beziehungen“ und „Lockdown-Eskapismus“. Das Album setzt sich aus 15 Titeln zusammen, wobei es 14 Neukompositionen und eine Coverversion beinhaltet. Die Lieder Cherry Blossom, Living Legend und Nectar of the Gods stammen aus Sessions zu Del Reys drittem Studioalbum Ultraviolence. Diese und der Titel Thunder wurden in der Vergangenheit bereits geleakt, schafften es jetzt hiermit erstmals auf einen offiziellen Tonträger von Del Rey. Letzteres wurde ursprünglich mit der Band The Last Shadow Puppets im Jahr 2017 aufgenommen und am 15. Juni 2020 geleakt. Das Stück The Trio ist ein Zwischenspiel und stammt im Original von Ennio Morricone. Die Komposition fand seine ursprüngliche Verwendung im Italowestern Zwei glorreiche Halunken und wurde hierfür musikalisch überarbeitet. Bei dem Titel Dealer ist auch die Stimme des Kokomponisten Miles Kane zu hören, jedoch wird diese nicht als offizielles Featuring angegeben. Die Lieder Dealer und Thunder – sowie der zuvor auf Norman Fucking Rockwell! erschienene Titel California – sollten eigentlich auf einem Kollaboalbum mit Kane erscheinen, die Pläne hierzu wurden allerdings verworfen.
| #  | Titel                   | Autor(en)                                                               | Produzent(en)                                   | Länge |
| -- | ----------------------- | ----------------------------------------------------------------------- | ----------------------------------------------- | ----- |
| 1  | Text Book               | Lana Del Rey, Gabe Simon                                                | Zachary Dawes, Lana Del Rey, Gabe Simon         | 5:04  |
| 2  | Blue Banisters          | Lana Del Rey, Gabe Simon                                                | Lana Del Rey, Gabe Simon                        | 4:52  |
| 3  | Arcadia                 | Lana Del Rey, Drew Erickson                                             | Lana Del Rey, Drew Erickson                     | 4:24  |
| 4  | Interlude – The Trio    | Ennio Morricone                                                         | Lana Del Rey, Clayton Johnson, Chantry Johnson  | 1:16  |
| 5  | Black Bathing Suit      | Zachary Dawes, Lana Del Rey, Drew Erickson                              | Zachary Dawes, Lana Del Rey, Dean Reid          | 5:18  |
| 6  | If You Lie Down with Me | Lana Del Rey, Drew Erickson, Barrie-James O’Neill                       | Lana Del Rey, Drew Erickson                     | 4:25  |
| 7  | Beautiful               | Lana Del Rey, Drew Erickson                                             | Lana Del Rey, Drew Erickson                     | 3:36  |
| 8  | Violets for Roses       | Lana Del Rey, Drew Erickson                                             | Lana Del Rey, Drew Erickson                     | 4:15  |
| 9  | Dealer                  | Zachary Dawes, Lana Del Rey, Loren Humphrey, Miles Kane, Tyler Parkford | Zachary Dawes, Lana Del Rey, Loren Humphrey     | 4:34  |
| 10 | Thunder                 | Zachary Dawes, Lana Del Rey                                             | Zachary Dawes, Lana Del Rey                     | 4:19  |
| 11 | Wildflower Wildfire     | Mike Dean, Lana Del Rey, Sage Skolfield, Sean Solymar                   | Mike Dean, Lana Del Rey                         | 4:46  |
| 12 | Nectar of the Gods      | Lana Del Rey, Barrie-James O’Neill                                      | Lana Del Rey, Barrie-James O’Neill              | 4:20  |
| 13 | Living Legend           | Lana Del Rey, Barrie-James O’Neill                                      | Lana Del Rey, Barrie-James O’Neill              | 4:00  |
| 14 | Cherry Blossom          | Lana Del Rey, Rick Nowels                                               | Lana Del Rey, Rick Nowels, Barrie-James O’Neill | 3:18  |
| 15 | Sweet Carolina          | Alana Champion, Lana Del Rey, Caroline Grant, Robert Grant Jr.          | Lana Del Rey, Drew Erickson                     | 3:22  |

## Singleauskopplungen
Del Rey veröffentlichte vier Singleauskopplungen aus dem Album. Zunächst erschienen mit Blue Banisters, Text Book und Wildflower Wildfire drei Singles gleichzeitig am 20. Mai 2021. Alle drei Singles erschienen als Einzeltracks zum Download und Streaming. Auf den Coverbildern aller drei Singles ist, neben dem entsprechenden Liedtitel, das gleiche Bild von Del Rey zu sehen, die sich lediglich durch die Farbgestaltung unterscheiden. Es zeigt sie von der Brust aufwärts, während sie den Blick zum Betrachter gerichtet hat. Sie trägt ein weißes Trägerkleid und zwei Halsketten. Keiner der Singleauskopplungen konnte die Charts im deutschsprachigen Raum, dem Vereinigten Königreich oder den Vereinigten Staaten erreichen. Auf die Veröffentlichung von Musikvideos verzichtete man zunächst. Am 20. Oktober 2021, einen Tag vor der offiziellen Albumveröffentlichung, wurde ein Musikvideo zu Blue Banisters präsentiert. Dieses zeigt zum einen Del Rey, die auf einem Traktor der Marke John Deere sitzt und das Lied singt, zum anderen sieht man sie zusammen mit ihrer Schwester (Chuck Grant) und einer Freundin (Alana Champion), die zusammen einen Tag verbringen. Die drei verbringen unter anderem Zeit vor dem Haus, während eines Sturms, beim Backen oder Streichen eines Holzgeländers. Die Gesamtlänge des Videos beträgt 4:51 Minuten. Regie führte Del Rey selbst. Das Video zählt über zwei Millionen Aufrufe bei YouTube (Stand: 25. Oktober 2021).
Am 8. September 2021 erschien, ebenfalls vorab, mit Arcadia die vierte und bisher letzte Singleauskopplung des Albums. Wie ihre Vorgänger erschien sie als Einzeltrack zum Download und Streaming. Das Frontcover zeigt Del Rey von der Hüfte aufwärts während sie zum Betrachter schaut. Sie trägt ein hellgelbes T-Shirt und eine Strickjacke. Auch Arcadia verfehlte die Charts. Das dazugehörige Musikvideo feierte seine Premiere auf YouTube am Tag der Singleveröffentlichung. Es zeigt sie beim Singen des Liedes allein in einem Hotelzimmer. Mit Hilfe von Spezialeffekten werden Bilder von Los Angeles auf ihren projiziert: Downtown, der Santa Monica Pier, die U.S. Route 101 und die Interstate 405 werden gezeigt. Das Video endet mit Del Rey, die zunächst das Peace-Zeichen macht, ehe sie mit rausgestreckter Zunge die “Stinkefinger” zeigt. Die Gesamtlänge des Videos beträgt 4:25 Minuten. Nach dem Lied werden für etwa eineinhalb Minuten Clips im Stil eines Homevideos gezeigt, in denen die Sängerin alltäglichen Tätigkeiten nachgeht. Die Szenen werden von einem Trap-Remix des Titels The Trio aus Ennio Morricones Soundtrack zum Film Zwei glorreiche Halunken begleitet. Das Video zählt über 5,3 Millionen Aufrufe bei YouTube (Stand: Oktober 2021). Am 7. Oktober 2021 erschien ein alternatives Video zu Arcadia. Dieses zeigt Del Rey auf einer Schaukel, während sie das Lied singt. Das Video wurde mit einer einzigen Kameraeinstellung, also ohne Schnitt, gedreht. Die Gesamtlänge dieser Version beträgt 4:25 Minuten. Wie bei Blue Banisters führe Del Rey bei beiden Versionen Regie.
Während es die offiziellen Singleauskopplungen nicht in die Charts schafften, konnte sich Dealer aufgrund hoher Download- beziehungsweise Streamingzahlen in den britischen Singlecharts platzieren und erreichte dabei Rang 87. Das Lied wurde zum 30. Charthit für Del Rey im Vereinigten Königreich.

## Mitwirkende
Albumproduktion
- Adam Ayan: Mastering (Lieder: 1–10, 12–15)
- Wayne Bergeron: Trompete (Lieder: 3, 6)
- Jacob Braun: Cello (Lieder: 3, 8)
- Andrew Bulbrook: Violine (Lieder: 3, 8)
- Alana Champion: Komponist (Lied 15)
- John Congleton: Toningenieur (Lieder: 1, 10)
- Blake Cooper: Tuba (Lieder: 3, 6)
- Zachary Dawes: Bass (Lieder: 5, 9–10), Höfner 500/1 (Lied 10), Keyboard (Lied 9), Komponist (Lieder: 5, 9–10), Musikproduzent (Lieder: 1, 5, 9–10), Synth Bass (Lied 5)
- Mike Dean: Abmischung (Lied 11), Keyboard (Lied 11), Komponist (Lied 11), Mastering (Lied 11), Musikproduzent (Lied 11)
- Lana Del Rey: Abmischung (Lieder: 11–14), Arrangement (Lieder: 3–4, 6), Gesang (Lieder: 1–3, 5–15), Komponist (Lieder: 1–3, 5–15), Liedtexter (Lieder: 1–3, 5–15), Musikproduzent (Lieder: 1–3, 5–15)
- Zach Dellinger: Viola (Lieder: 3, 8)
- Drew Erickson: Abmischung (Lieder: 3, 6–8, 15), Arrangement (Lieder: 3, 6, 8), Bass (Lied 6), Dirigent (Lied 8), Keyboard (Lied 5), Komponist (Lieder: 3, 5–8), Mellotron (Lied 6), Moog-Synthesizer (Lieder: 3, 6, 8), Musikproduzent (Lieder: 3, 6–8, 15), Orgel (Lied 3), Piano (Lieder: 3, 6–8, 15), Programmierung (Lieder: 4, 6), Schlagzeug (Lied 6)
- Ben Fletcher: Toningenieur-Assistenz (Lieder: 1, 3, 5–8, 15)
- Dan Fornero: Trompete (Lieder: 3, 6)
- Griffin Goldsmith: Schlagzeug (Lieder: 1, 5)
- Caroline “Chuck” Grant: Komponist (Lied 15)
- Robert Grant Jr.: Komponist (Lied 15), Piano (Lied 15)
- Wynton Grant: Violine (Lieder: 3, 8)
- Michael Harris: Abmischung (Lieder: 3, 5–8, 15), Toningenieur (Lieder: 3–8, 15)
- Loren Humphrey: Komponist (Lied 9), Musikproduzent (Lied 9), Perkussion (Lied 10), Schlagzeug (Lieder: 6, 9–10), Toningenieur (Lied 9)
- Clayton Johnson: Koproduzent (Lied 4)
- Chantry Johnson: Koproduzent (Lied 4)
- Miles Kane: Begleitgesang (Lied 9), Komponist (Lied 9)
- Greg Leisz: Baritongitarre (Lied 1), Pedal-Steel-Gitarre (Lied 1)
- Mai Leisz: Toningenieur (Lied 1)
- Benji Lysaght: E-Gitarre (Lieder: 5, 10)
- Kieron Menzies: Koproduzent (Lied 10), Toningenieur (Lied 10)
- Ennio Morricone: Komponist (Lied 4)
- Rick Nowels: Komponist (Lied 14), Musikproduzent (Lied 14), Piano (Lied 14)
- Barrie-James O’Neill: Abmischung (Lieder: 11–14), Gitarre (Lieder: 11–14), Komponist (Lieder: 6, 12–13), Koproduzent (Lied 6), Musikproduzent (Lied 12–14), Piano (Lieder: 11–14)
- Tyler Parkford: Keyboard (Lied 9), Komponist (Lied 9)
- Owen Pallett: Arrangement (Lied 10), Viola (Lied 10), Violine (Lied 10)
- Melodye Perry: Begleitgesang (Lieder: 1, 10)
- Brian Rajaratnam: Toningenieur-Assistenz (Lied 1)
- Dean Reid: Abmischung (Lieder: 1, 3, 5–8, 10, 15), Akustikgitarre (Lieder: 6, 10), Koproduzent (Lieder: 1, 10), Musikproduzent (Lied 5), Programmierung (Lied 5), Toningenieur (Lieder: 1, 3–8, 10, 15)
- Cian Riordan: Abmischung (Lied 5), Synth Bass (Lied 5)
- Daniel Rosenboom: Trompete (Lieder: 3, 6)
- Jon Sher: Toningenieur (Lied 1), Toningenieur-Assistenz (Lieder: 3, 5–8, 15)
- Gabe Simon: Abmischung (Lied 2), Akustikgitarre (Lied 1), Bass (Lied 1), Begleitgesang (Lied 1), Gitarre (Lied 1), Keyboard (Lied 1), Komponist (Lieder: 1–2), Musikproduzent (Lieder: 1–2), Orgel (Lied 2), Perkussion (Lied 1), Piano (Lieder: 1–2), Programmierung (Lied 1), Soundeffekt (Lied 1), Synth Bass (Lied 1), Toningenieur (Lieder: 1–2)
- Sage Skolfield: Abmischung-Assistenz (Lied 11), Komponist (Lied 11), Toningenieur (Lied 11)
- Sean Solymar: Abmischung-Assistenz (Lied 11), Komponist (Lied 11), Toningenieur (Lied 11)
- Lisa Stone: Begleitgesang (Lied 10)
- Alex Tomkins: Toningenieur-Assistenz (Lied 1)
- Táta Vega: Begleitgesang (Lied 10)
- Jason Wormer: Abmischung (Lied 9)
- Darren Weiss: Perkussion (Lied 10), Schlagzeug (Lieder: 1, 10)
- Evan Weiss: Akustikgitarre (Lied 10), E-Gitarre (Lied 10)

Visualisierung
- Neil Krug: Fotograf (Cover + Begleitheft)

Unternehmen
- Apricot Bonfire Music: Verlag (Lied 14)
- BMG Rights Management: Verlag (Lieder: 6, 12–13)
- Concord Music Publishing: Verlag (Lieder: 1–2)
- Conway Recording Studios: Tonstudio (Lieder: 1–2)
- Dean’s List House Of Hits: Tonstudio (Lied 11)
- EMI Music Publishing: Verlag (Lied 4)
- Gabe Simon Music Publishing: Verlag (Lieder: 1–2)
- Gateway Mastering: Tonstudio (Lieder: 1–10, 12–15)
- Interscope Records: Musiklabel (Lieder: 1–15)
- Papa George: Verlag (Lied 11)
- Polydor: Musiklabel (Lieder: 1–15)
- Sage Skolfield Publishing: Verlag (Lied 11)
- Sean Solymar Publishing: Verlag (Lied 11)
- Sony/ATV Music Publishing: Verlag (Lieder: 1–3, 5–15)
- TaP Studios: Tonstudio (Lieder: 1–2, 11)
- These Are Songs of Pulse: Verlag (Lieder: 1–2)
- Universal Music Publishing: Vertrieb (Lieder: 1–15)

## Rezensionen
Alex Klug vom deutschsprachigen Online-Magazin laut.de vergab vier von fünf Sternen für Blue Banisters. Er ist der Meinung, dass auch im Jahr 2021 „Traurigkeit“ und „Produktivität“ im Hause Del Rey Hand in Hand einhergehe und das es ebenso wie seine Vorgänger nicht nach „leichtfüßigen Heile-Welt-Versprechen“ klinge. Klug beschrieb Blue Banisters gleichzeitig als Trennungs-, Lockdown- und B-Seiten-Album. Mit dem Versprechen “ihre eigene Story” zu erzählen, entführe sie uns schon in den ersten beiden Titeln von „Bentwood nach Oklahoma“, gleitet aus dem Text Book heraus hinein in einen „Fiebertraum“, der „musikalisches und innertextuelles Zeitgefühl“ den North Canadian River hinunterspült. Unangefochtene „Großtat“ des Albums sei die Vorabsingle Arcadia, die nicht nur vorgekaute Video-Games-Assoziationen, sondern auch Erinnerungen an die bravouröse Ultraviolence-Ballade Old Money wecke. Klug lobte vor allem das Setting, das wieder mal ein Anderes sei. Nicht der Psych von Ultraviolence, die „Trap-Anleihen“ von Lust for Life oder der „Edelpop“ von Norman Fucking Rockwell!. Folk und Country sollten es diesmal sein. Viele der „perkussionsfreien Nummern“ würden ganz bewusst mit dem Gefühl spielen, die Musik sei hier nur Begleitwerk für den Gesang, nur um zwei Minuten später das genaue Gegenteil zu vermitteln. Das lasse Blue Banisters Raum und klinge dabei nicht „einmalig eintönig“. Im Gegenteil: „Windschiefe“ Bläser (If You Lie Down with Me) und „heulende“ Gitarren-Harps (Living Legend) stünden Del Rey bestens. Die massive Präsenz geleakter Titel könnte zunächst den Eindruck einer „Patchwork-Compilation“ erwecken, wäre da nicht das überwiegend „homogene“ Klangbild, abgesehen vom befremdlichen „Morricone-Trap-Interludium“. Neben dem melancholisch-beschwingten Thunder sorge Dealer mit dem Wechsel zwischen Miles Kane und Del Reys „unkonventionellen Kreischgesang“ für einen „obskuren“, aber „eindringlichen“ Moment. Mal mit direkteren, mal mit indirekten Bezügen hangele man sich durch die Familiengeschichte Del Rey, dabei biete das Album auch Platz für gewohnte „Daddy-Issues“ (Text Book), schwierige „Mutter-Tochter-Beziehungen“, „Lockdown-Eskapismus“ (Black Bathing Suit) und das Feiern einer neuen Familiengeneration (Sweet Carolina). Parallelen zum damals bereits deutlich reduzierten Honeymoon seien da, doch trotz „erhabener“ Refrains von „Weltklasse“ (Wildflower Wildfire) entsende Blue Banisters mehr „Vibes“ für „herbstliche Kopfhörer-Andachten“.
Joachim Hentschel von der Süddeutschen Zeitung stellt sich während seiner Rezension die Frage, ob das Konzept mit dem ganzen „Hollywood-Hills- und Melancholie-Gedöns“ nicht langsam ausgereizt sei. Er kommt jedoch zur Erkenntnis, dass man sich mit all diesen Überlegungen nicht abplagen müsse, weil Del Rey es tue. Im zweiten Moment bemerke man sogar noch, dass sie in der Tat wieder ein paar bestechend interessante Antworten auf die Fragen gefunden habe. So sehr einem die Vernunft auch sage, dass es jetzt doch mal reicht mit dem „Schwarz-Weiß-Film-Diva-Haften“, dem „schwersüßen Gehauche“ und den „bedeutungshubernden Amerika-Analogien“, am Ende müsse man auch diese Platte wieder empfehlen – vielleicht nicht dringend, aber immerhin. Ab und zu verliere sich der Rhythmus zwischen Klavier und Hintergrundrauschen. In „großartigen“ Black Bathing Suit würden die Begleitsängerinnen „herrlich“ aus ihrer Rolle fallen. In Dealer raste Del Rey dann auf eine Art und Weise aus, wie man es noch nicht gehört habe und brülle die „Blue-Velvet-Cocktailplüschbar“ (Miles Kane) derart zusammen, dass den Gästen wohl noch tagelang die Ohren zischen werden. Aus „Verbrauchersicht“ rangiere Blue Banisters vielleicht nicht ganz so hoch wie die vergangenen beiden Meisterstücke. Das Album werde in der zweiten Hälfte etwas gleichförmig, einige „Überbleibsel“ aus alten Sessions seien angehängt worden, es ziehe sich etwas. Vermutlich werde es irgendwann im Rückblick als „hybrides Übergangswerk“ gelten, aber um das zu sagen, müsse man wissen, was Del Rey hier noch draufsetzen will.
Benedict Weskott vom Deutschlandfunk ist der Meinung, dass sich Del Rey weiterentwickelt habe und ihre Stimme vielseitiger geworden sei, allerdings sei Blue Banisters kompositorisch nur an wenigen Stellen „überraschend“. Man merke Del Rey an, dass sie sich darauf verlasse, dass ihr Songwriting sehr charakteristisch und unverwechselbar sei. Deshalb müsse sie vielleicht auch gar nicht so viel experimentieren, weil ihr Ansinnen sei, dass man ein Lied höre und direkt wisse, das es von ihr sei. Das Album werde die immer wieder geäußerte Kritik, das ihre Lieder nur um toxische Beziehungen und Männer kreisen würden, nicht entkräften. Im Zentrum stehe immer Del Rey selbst und ihre persönliche Entwicklung, dazu würden „natürlich“ auch ihre Beziehungen gehören. Allerdings habe sie sich thematisch insofern weiterentwickelt, dass sie psychische Probleme nicht unbedingt glorifiziere. Sie gehe sehr offen mit ihren Problemen um. Das mache sie angreifbarer. Zugleich lasse sie ihre Fans auch an ihren Heilungsprozessen teilhaben. Deshalb lohne es sich, sehr genau hinzuhören. Insgesamt mache diese Atmosphäre und die „immersive“ Musik Blue Bannister zu einem „schönen“ Album.
Das deutschsprachige E-Zine Plattentests.de kürte Blue Banisters zum „Album der Woche“. Felix Heinecker bewertete das Album während seiner Rezension mit acht von zehn Punkten und hob mit Blue Banisters, Sweet Carolina, Text book, Thunder und Wildflower wildfire gleich fünf „Highlights“ hervor. Das Album setze „rein oberflächlich“ den reduzierten Ansatz von Chemtrails over the Country Club fort. Die Kompositionen würden genaues Hinhören erfordern, um die meist auf Klavier und wenige weitere Zutaten „eingedampften“ Stücke wahrzunehmen und ihre Größe zu erkennen. Den Titeltrack beschrieb Heinecker unter anderem als „ultrazart“. Black Bathing Suit breche im Refrain in „perkussiven“ Chaos aus, um seine eigene „Erhabenheit“ zu dekonstruieren, was überraschend sei. Thunder sei wie Video Games oder Mariners Apartment Complex, ein „Instant-Klassiker“, den man gefühlt schon Jahrzehnte kenne. Das Trio Cherry Blossom, Living Legend und Nectar of the Gods fänden in diesem „fokussierten Kontext“ wohl erst zu richtiger Form und seien „keinesfalls“ nur von der „Resterampe“. Was Del Rey hier an Melodien auffahre, lasse den Vorgänger als „Aufwärmübung“ dastehen. Das Album lege Del Reys lyrisches Talent „vollends“ offen, wobei sie nie ihre Ambivalenz aufgebe, was sie weiterhin ungreifbar mache. Die neu „perfektionierte Dissbereitschaft“ Del Reys mache Spaß, weil sie „erstaunlich“ gut darin sei. Man möge Blue Banisters zunächst vorwerfen, vor allem „hinten raus“ zu viele „Klavierballaden“ anzusammeln, aber die „kompositorische Stärke“ überstimme am Ende alles. Blue Banisters habe „unendlich viel“ mehr zu bieten, als es auf den ersten Blick scheine. Man „müsse“ nur hinhören.
Die Frauenzeitschrift Cosmopolitan stufte Blue Banisters als viertbestes Album des Jahres 2021 ein (bis November). Als Begründung heißt es: „Obwohl ihr achtes Studioalbum im Wesentlichen ein Trennungsalbum ist, ist es dennoch verspielt und sardonisch wie immer, und der Gesang ist ein *Kuss der Chefin*.“
Das Slant Magazine setzte Blue Banisters auf Rang drei der „50 besten Alben des Jahres 2021“. Das Album musste sich dabei nur Daddy’s Home von St. Vincent sowie dem Spitzenreiter Jubilee von Japanese Breakfast geschlagen geben. Del Rey platzierte mit Chemtrails over the Country Club auf dem vierten Rang gleich zwei Alben in den Top 5. Weiterhin landete es auf Platz 5 beim dänischen Musikmagazin Gaffa und auf Platz 9 bei der britischen Sunday Times.

## Kommerzieller Erfolg

### Chartplatzierungen
Blue Banisters erreichte in Deutschland Rang sechs der Albumcharts und platzierte sich eine Woche in den Top 10 sowie drei Wochen in den Top 100. In den Midweekcharts der ersten Verkaufswoche platzierte sich das Album noch auf Rang fünf. Darüber hinaus erreichte das Album Rang vier der Downloadcharts sowie Rang 13 der Vinylcharts. In Österreich platzierte sich das Album auf Rang acht und hielt sich ebenfalls eine Woche in den Top 10 und drei Wochen in den Charts. In der Schweiz erreichte Blue Banisters mit Rang sechs seine beste Chartnotierung und platzierte sich eine Woche in den Top 10 und fünf Wochen in den Charts. Im Vereinigten Königreich erreichte das Album Rang zwei und musste sich lediglich The Lockdown Sessions von Elton John geschlagen geben. Wie in Deutschland und Österreich hielt sich das Album auch hier eine Woche in den Top 10 und drei Wochen in den Charts. In den britischen Vinylcharts erreichte das Album die Chartspitze. In den US-amerikanischen Billboard 200 platzierte sich das Album auf Rang acht und hielt sich eine Woche in den Top 10 sowie fünf Wochen in den Top 200. In den Alternativecharts stieg das Album auf Platz eins ein. Es ist ihr sechstes Nummer-eins-Album in dieser Chartliste, damit stellte sie den Rekord von Coldplay und den Foo Fighters ein. Des Weiteren rangierte Blue Banisters zum Nummer-eins-Album in den Niederlanden.
Del Rey erreichte hiermit zum neunten Mal die US-amerikanischen Albumcharts, zum achten Mal die Charts in der Schweiz und dem Vereinigten Königreich sowie zum siebten Mal die Albumcharts in Deutschland und Österreich. Es ist ihr achtes Top-10-Album in den Vereinigten Staaten sowie jeweils das siebte in Deutschland, Österreich, der Schweiz und dem Vereinigten Königreich.
| ChartsChartplatzierungen       | Höchstplatzierung | Wochen |
| ------------------------------ | ----------------- | ------ |
| Deutschland (GfK)              | 6 (3 Wo.)         | 3      |
| Österreich (Ö3)                | 8 (3 Wo.)         | 3      |
| Schweiz (IFPI)                 | 6 (5 Wo.)         | 5      |
| Vereinigte Staaten (Billboard) | 8 (5 Wo.)         | 5      |
| Vereinigtes Königreich (OCC)   | 2 (4 Wo.)         | 4      |

### Auszeichnungen für Musikverkäufe
Am 1. November 2024 erhielt Blue Banisters eine Goldene Schallplatte für über 100.000 verkaufte Einheiten im Vereinigten Königreich, bereits am 3. Februar 2023 erreichte es Silber-Status. Weltweit verkaufte es sich laut Schallplattenauszeichnungen über 180.000 Mal, wofür es drei Goldene und eine Platin-Schallplatten verliehen bekam.
| Land/Region                  | Auszeichnungen für Musikverkäufe (Land/Region, Auszeichnung, Verkäufe) | Verkäufe |
| ---------------------------- | ---------------------------------------------------------------------- | -------- |
| Brasilien (PMB)              | Gold                                                                   | 20.000   |
| Kanada (MC)                  | Gold                                                                   | 40.000   |
| Polen (ZPAV)                 | Platin                                                                 | 20.000   |
| Vereinigtes Königreich (BPI) | Gold                                                                   | 100.000  |
| Insgesamt                    | 3× Gold · 1× Platin ·                                                  | 180.000  |

Hauptartikel: Lana Del Rey/Auszeichnungen für Musikverkäufe